# فريد بولاد
فريد بولاد (1872-1948)، عالم رياضيات ومهندس معمار من دمشق، عاش وعمل في مصر وله مآثر كبيرة في مدينة القاهرة. وهو أحد ثلاث مخترعين لعِلم النوموغرافيا (منهج الرسوم التخطيطية البيانية) وله نظريات عدة تدعى «نظريات بولاد» يتم تدريسها حتى اليوم في المعاهد والجامعات المتخصصة بعلوم الرياضيات والهندسة، ومنها كلية سان سير الحربية الفرنسية التي تخرّج منها الرئيس شارل ديغول. ونظرياته تُطبق في مجال الرمي المدفعي.

## البداية
ولِد فريد بولاد في مصر وهو سليل عائلة مسيحية عريقة من دمشق . نال شهادة البكلوريا عام 1889 كان الأول في مسابقة مفتوحة أجرتها الحكومة المصرية سنة 1892 لإرسال طلبة مهندسين على نفقة وزارة الأشغال المصرية للدراسة في أوروبا. نجح في مسابقتين للقبول في الكلية الوطنية للجسور والطرق في باريس والكلية المركزية للمهارات والمعامل. وكان الأول في ترتيبه طيلة ثلاث أعوام متوالية في كلية الجسور والطرق التي تخرج منها حاملاً الدبلوم سنة 1898.

## العمل الحكومي
عمل فريد بولاد في مصلحة الجسور والسكك الحديدية المصرية طيلة 34 عاماً. وقد شغل المناصب التالية: مهندس قطاع الزقازيق (1898-1900)، مهندس ومفتش (1900-1924)، مراقب فني (1924-1927)، رئيس المكتب الفني المكلف بإدارة الدرسات والمشاريع لمصلحة الجسور (1925-1932). اعتمدت عليه محافظة القاهرة كثيراً في عهد الخديوي عباس حلمي الثاني، نظراً لثقافته العالمية ومعرفته الإستثنائية بالرياضيات العليا، حيث عمل على تدعيم الجسور الكبرى على نهر النيل، و في تصميم بناء القاهرة للشكك الحديدية الذي لا يحتوي على أي عامود، وهو المؤلف من أقواس معدنية ضخمة تعلو المساحة المسقوفة كلها.

## الأوسمة
نال فريد بولاد وسام المجيدية بمساهمته في تدعيم جسور النيل، إضافة للقب البك" التشريفي الذي منح له عام 1913. وفي عام 1922 حصل على جائزة أكاديمية العلوم في باريس (جائزة موتيون للميكانيك)، تلاها وسام الفارس من جوقة الشرف عام 1923. ونال دبلوم خاص من لجنة التحكيم الدولية في مدينة لييج عام 1930  لمساهمته في المؤتمرات الدولية للأسمنت المسلح والبناء المعدني التي اقيمنت في بلجيكا. في عام 1936، نال لقب ضابط جوقة شرف، وهو عضو في جمعية الرياضيات الفرنسية منذ عام 1909 وعضو حلقة الرياضيات في مدينة باليرمو الإيطالية. إضافة يحمل فريد بولاد عضوية الجمعية الملكية المصرية للمهندسين وجمعية المهندسيين الفرنسيين والجمعية الدولية للطرق والجسور في سويسرا. مثل المعهد المصري  في مؤتمرات في ليون وبولونيا وزيورخ وأوسلو ولييج. وأخيراً، كان ضيف شرف في أكاديمية العلوم الفرنسية في باريس خلال السنوات 1922-1936.

## المؤلفات
وضع فريد بولاد سلسلة من المؤلفات في علوم الرياضيات النظرية والتطبيقية في حقول العلوم التقنية والهندسية التفاضلية، والحساب البياني والنموغرافيا.

## قيل في فريد بولاد
بعد احالته على التقاعد، قال شفيق باشا، رئيسه في العمل: «لن نجانب الحقيقة إذا ما قلنا إن الذين بوسعهم المطالبة بشهرة مماثلة للشهرة التي يتمتع بها السيد فريد بولاد في الأوساط العلمية الأوروبية، هم نادرون، وقد نالها بفضل دراسته الخاصة وإكتشافاته في ميدان الرياضيات العليا والميكانيك. وكل املنا أن تلاقي أعمال هذا العالم النشيط والمتواضع، ما هي جديرة به من تقدير وإهتمام من قبل النخبة من أبناء بلادنا.»

## الزواج
تزوج فريد بولاد عام 1898 في مدينة كوسن الفرنسية من أليسا إبنه كلود برتران، ورزق بطفله واحدة اسمها مادلين.